# Encío
Encío es una localidad y un municipio situado en la provincia de Burgos, comunidad autónoma de  Castilla y León (España), comarca de Valle del Ebro, partido judicial de Miranda de Ebro, ayuntamiento del mismo nombre.

## Geografía
Tiene un área de 18,76 km² con una población de 45 habitantes (INE 2008) y una densidad de 2,4 hab/km².
El término municipal comprende también las localidades de Moriana y Obarenes.

## Historia
Así se describe a Cucho en el tomo VII del Diccionario geográfico-estadístico-histórico de España y sus posesiones de Ultramar, obra impulsada por Pascual Madoz a mediados del siglo XIX:

Lugar con ayuntamiento en la provincia, diócesis, audiencia territorial y capitanía general de Burgos (12 leguas), partido judicial de Miranda de Ebro (3). Situado casi en la cúspide de una colina de figura cónica irregular, a la que se sube por una senda o camino que en forma de caracol la rodea; la combaten los vientos del S y E; su clima es templado, y las enfermedades más comunes afecciones de pecho. Tiene 20 casas, escuela de primeras letras concurrida por unos 16 niños de ambos sexos, cuyo maestro está dotado con 14 fanegas de trigo anuales, iglesia parroquial (San Cosme y San Damián), servida por un cura beneficiado, una ermita sin uso con el título de San Juan de Acre, situada cerca de la población, y varias fuentes de muy buenas aguas para el consumo del vecindario. Confina el término N Santa Gadea, E Ameyugo; S Pancorbo y O Obarenes. El terreno es de mediana e ínfima calidad, comprendiendo un monte poblado de encinas, que los vecinos han cuidado con bastante esmero; báñalo un pequeño arroyo que corre por la falda de la colina de que se ha hecho mérito. Por su jurisdicción cruzan las carreteras de Vizcaya a Burgos y la de Santander a la Rioja; y la correspondencia se recibe en Pancorbo por los mismos interesados. Producciones: trigo, cebada, avena, comuña, habas, alubias, patatas, maíz y hortalizas; el ganado necesario para la labranza; y caza de muchas perdices, y algunas liebres y codornices. Industria: la agrícola. Población: 15 vecinos y 62 almas. Capital productivo: 336.210 reales. Imponible: 32.000. Contribución: 1.289 reales 19 maravedíes. El presupuesto municipal asciende a 220 reales y se cubre por reparto entre los vecinos.
Diccionario geográfico-estadístico-histórico de España y sus posesiones de Ultramar

## Demografía
Encío cuenta con una población de 41 habitantes (INE 2024).
| Gráfica de evolución demográfica de Encío entre 1842 y 2021 |
| |
| Población de derecho según los censos de población del INE. Población de hecho según los censos de población del INE.Entre el censo de 1857 y el anterior, este municipio desaparece porque se integra en el municipio Moriana. Entre el censo de 1877 y el anterior, aparece este municipio porque cambia de nombre y desaparece el municipio Moriana. |

| 1991 |  | 1996 |  | 2001 |  | 2006 |  | 2011 |  | 2016 |
| ---- |  | ---- |  | ---- |  | ---- |  | ---- |  | ---- |
| 67   |  | 58   |  | 64   |  | 45   |  | 45   |  | 44   |

## Patrimonio
- Iglesia de San Cosme y San Damián: templo de estilo románico que datado de los siglos XII y XIII. Fue declarada B.I.C. en 1983. En 2005, y debido al estado en que se encontraba, la Junta de Castilla y León destinó 74.455 euros para la restauración de sus pinturas murales y la recuperación de la cubierta de este templo. Incluida en la Lista roja de patrimonio en peligro de la asociación Hispania Nostra.

- El monasterio benedictino Santa María la Imperial fundado por Alfonso VII en el siglo XII sobre un antiguo eremitorio, otorgándole el título de “Imperial”. Un incendio en 1781 destruyó casi todo el conjunto. Dado su preocupante estado de conservación, este monumento ha sido incluido en la Lista roja de patrimonio en peligro de la asociación para la defensa del patrimonio Hispania Nostra.